# Rhodesiella tripectinata
Rhodesiella tripectinata är en tvåvingeart som beskrevs av Kanmiya 1983. Rhodesiella tripectinata ingår i släktet Rhodesiella och familjen fritflugor. Inga underarter finns listade i Catalogue of Life.